# Klemm L 33

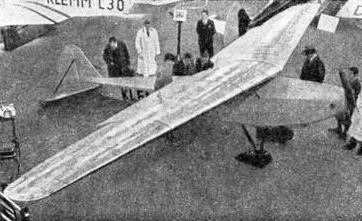
Foto risalente al 1932 del Klemm L 33 dal salone L'Aerophile.

Il Klemm L 33, indicato successivamente anche come Klemm Kl 33 come da convenzioni RLM,  era un monomotore da turismo leggero monoposto ad ala alta sviluppato dall'azienda tedesca Leichtflugzeugbau Klemm GmbH nei tardi anni venti e rimasto allo stadio di prototipo.
Velivolo leggero ed economico destinato al mercato dell'aviazione generale non riuscì ad ottenere consensi sufficienti ad essere avviato alla produzione ed il suo sviluppo venne abbandonato.

## Storia del progetto
Tra la fine degli anni venti e l'inizio degli anni trenta Hans Klemm, progettista e titolare dell'azienda aeronautica che aveva fondato, ritenne ci potesse essere una fascia di mercato nell'aviazione civile non adeguatamente sfruttato. Lo sviluppo tecnologico del mezzo aereo ritenne potesse essere sufficiente per creare una nuova gamma di velivoli leggeri equipaggiati con motori di bassa potenza, destinati all'uso privato a prezzi abbordabili. Il progetto, che Klemm identificò come prototipo del "Volksplane", letteralmente in tedesco "aereo del popolo", era relativo ad un velivolo monoposto caratterizzato dalla cellula realizzata con struttura in tubi d'acciaio ricoperta in tela ed abitacolo aperto, velatura monoplana realizzata in legno posizionata alta sulla fusoliera, carrello d'atterraggio fisso ed ammortizzato ed equipaggiato con un motore di piccola cilindrata e facile manutenzione.
Il prototipo, che assunse la designazione L 33, venne presentato al pubblico in occasione dell'edizione del 1933 del DELA (Deutsche Luftfahrt Ausstellung), equipaggiato con un motore DKW a due tempi ma il modello non venne avviato alla produzione e quello rimase l'unico esemplare costruito.